# Stary Jaromierz
Stary Jaromierz (niem. Alt Jaromierz, w latach 1937 - 1945 Neu Hauland) – wieś w Polsce położona w województwie lubuskim, w powiecie zielonogórskim, w gminie Kargowa.
W okresie Wielkiego Księstwa Poznańskiego (1815-1848) miejscowość wzmiankowana jako Jaromierz stary należała do wsi większych w ówczesnym powiecie babimojskim rejencji poznańskiej. Jaromierz stary należał do jaromierskiego okręgu policyjnego tego powiatu i stanowił część majątku Jaromierz, który należał do rządu pruskiego w Berlinie. Według spisu urzędowego z 1837 roku Jaromierz stary liczył 342 mieszkańców, którzy zamieszkiwali 49 dymów (domostw).
W latach 1975–1998 miejscowość administracyjnie należała do województwa zielonogórskiego.

## Zabytki
Do wojewódzkiego rejestru zabytków wpisane są:
- dom nr 58, drewniany, z początku XIX wieku
- dom na skraju wsi, drewniany z początku XIX wieku.